# Шалако (фільм)
«Шалако» (англ. Shalako) — вестерн 1968 року за романом Луїса Ламура, режисера Едварда Дмитрика. В головних ролях знялись Шон Коннері, Брижит Бардо та Стівен Бойд.

## Сюжет
Група мисливців, яка складається з європейських аристократів, заходить на територію апачів для полювання. Французька графиня Ірина Лазаар (Брижит Бардо), яка відокремилась від групи, натрапляє на індіанців, але її встигає врятувати Шалако (Шон Коннері). Не дивлячись на попередження графині, мисливці відмовляються залишати чужу територію, а тим часом апачі готують на них напад...

## У ролях
| Актор         | Роль                  |
| ------------- | --------------------- |
| Шон Коннері   | Мозес «Шалако» Карлін |
| Брижит Бардо  | графиня Ірина Лазаар  |
| Стівен Бойд   | Фултон                |
| Джек Хокінс   | Чарльз Даґґетт        |
| Пітер ван Ейк | Фредерік фон Холлстет |
| Онор Блекман  | леді Джулія Даґґетт   |